# Libijski Komitet Olimpijski
Libijski Komitet Olimpijski (arab. ‏اللجنة الاولمبية الليبية‎) – stowarzyszenie związków i organizacji sportowych zajmujące się organizacją udziału reprezentacji Libii na igrzyskach olimpijskich i innych multidyscyplinarnych zawodach sportowych.
Komitet został założony 26 kwietnia 1962. Początkowo zrzeszał związki sportowe reprezentujące kolarstwo, piłkę nożną i koszykówkę. Jego siedziba mieści się w Trypolisie. 17 października 1963 Libijski Komitet Olimpijski został przyjęty do Międzynarodowego Komitetu Olimpijskiego podczas sesji MKOl w Baden-Baden. 
Libia na letnich igrzyskach olimpijskich pierwszy raz uczestniczyła w 1964, w Tokio. Wówczas reprezentacja Libii była obecna podczas ceremonii otwarcia, jednak jedyny sportowiec reprezentujący ten kraj ostatecznie nie uczestniczył w sportowej rywalizacji. Pierwszy olimpijczyk z Libii brał udział w zawodach podczas kolejnych igrzysk. Libia nigdy nie oddelegowała swojego reprezentanta na zimowe igrzyska olimpijskie.
Za reprezentowanie Libii na igrzyskach paraolimpijskich odpowiedzialny jest Libijski Komitet Paraolimpijski.

## Prezydenci
| Lata      | Osoba                      |
| --------- | -------------------------- |
| 1962–1966 | Salim Sharmait             |
| 1966–1967 | Najmuddin Ka'bar           |
| 1967–1969 | Ali Anizi                  |
| 1969–1970 | Abdul Salam Mahdi Braish   |
| 1970–1971 | Muftah Attia Al-Bah        |
| 1971–1986 | Bashir Mohamed Attarabulsi |
| 1986–1995 | Mohamed Aboubaker Agila    |
| 1995–1997 | Muhammad Ali Abu Dabara    |
| 1997–2011 | Muhammad Kaddafi           |
| 2011–2013 | Nabil Al-Alam              |
| 2013–2014 | Noureddine Krekshi         |
| 2014–     | Jamal Al-Zarrug            |
| Źródło:   |                            |